# Меркурьев, Алексей Алексеевич
Алексей Алексеевич Меркурьев (род. 13 декабря 1950, Елань, Сталинградской области) — генерал — лейтенант запаса, член Общественной палаты Нижегородской области, Председатель комитета нижегородского регионального отделения общероссийской общественной организации ветеранов Вооруженных Сил Российской Федерации. Почётный гражданин Нижегородской области .

## Биография
Родился 13 декабря 1950 г. в с. Елань Сталинградской области.
Окончил в 1972 г. Казанское высшее танковое командное училище, в 1980 г. Военную академию БТВ СА, в 1991 г. Академия ГШ ВС СССР. Специальность — инженер по эксплуатации АТ техники. Командно-штабная. Генерал-лейтенант запаса.

## Трудовая деятельность
- 1972—1975 — командир взвода в/ч 61563 г. Брест.
- 1975—1977 — начальник штаба батальона в/ч 52820 г. Слоним Брестской области.
- 1980—1982 — начальник штаба в/ч 53526 г. Пришиб Республики Азербайджан.
- 1982—1986 — командир в/ч 52332 г. Баку Республики Азербайджан.
- 1986—1987 — командир соединения в/ч 39486 г. Кировабад Республики Азербайджан.
- 1987—1989 — командир соединения в/ч 52829 г. Гавана Республики Куба.
- 1991—1995 — командир соединения в/ч 52495 г. Сортовала Республики Карелия.
- 1995—1996 — командующий миротворческими силами в зоне вооруженного конфликта (г. Цхинвал) Республика Южная Осетия.
- 1996—1999 — начальник штаба 58-й общевойсковой армии г. Владикавказ.
- 1999—2006 — командующий 22-й Гвардейской общевойсковой Армией г. Нижний Новгород.
- 2006—2008 — заместитель директора Одесского нефтеперерабатывающего завода.
- 2008 г. — март 2016 г. — председатель правления Фонда «Жизнь после войны»;

## Общественная деятельность
С февраля 2013 года — член Общественной палаты Нижегородской области;
С февраля 2013 года — член регионального отделения Общероссийского народного фронта в Нижегородской области;
С марта 2016 г. — Председатель комитета нижегородского регионального отделения общероссийской общественной организации ветеранов Вооруженных Сил Российской Федерации;
С декабря 2016 года — советник Губернатора Нижегородской области на общественных началах по работе с ветеранскими организациями.

## Достижения и награды
Награждён:
- орден «Красной Звезды» (1990),
- Орден «За военные заслуги» (1996),
- медаль Ордена «За заслуги перед Отечеством» 2 степени (2001),
- орден Республики Куба «Эрнесто Че Гевара» 2 степени,
- 16 медалей, именное огнестрельное оружие (пистолет ПМ).

Член Совета ветеранов 22-й гвардейской армии, член Комитета нижегородского регионального отделения общероссийской общественной организации ветеранов вооруженных сил РФ.
Заслуженный военный специалист РФ.
Почетный гражданин г. Цхинвал Республики Южная Осетия, Почетный гражданин г. Гори Республики Грузия.